# 郭象升
郭象升（1881年—1942年），字可阶，号允叔，山西晋城人。民国时期文学家，教育家。

## 生平
早年间参加科举考试，未能考中。
1903年，在大同浑源学堂担任教师。
1906年，进入山西大学堂中斋学习。同年创办山西第一份私营报纸《晋学报》，并与他人合作，开设“山西公立中学堂”。
1909年，考取宣统己酉科拔贡，朝考一等，保荐硕学通儒。此后入京考取了学部七品官，在山西大学堂西学专斋担任国文教员。
民国初年，先后出任山西优级师范学堂教习、山西医学专门学堂监督、民军通志局局长、山西大学校历史、国文教员。
1916年9月，出任山西大学文科学长。
1918年，被选为国会众议员、清史馆纂修。
1921年，返回山西，出任山西省图书馆馆员。
1925年，出任山西省立国民师范学校高等师范部学长。
1930年，出任山西省立教育学院院长，兼任山西善后常务委员。
1934年，山西省立教育学院与山西大学合并后，出任山西大学教育学院院长。
1937年，日军侵犯山西，山西各校停课。郭象升先是前往太谷避难，太原失守后，郭象升返回晋城。
1938年初，日军闯入郭象升住处，邀请其出任伪华北政务委员会教育总署督办，郭象升予以拒绝。同年6月，苏体仁主持伪山西省公署政务，将郭象升胁迫至太原。
1939年，伪山西省文化委员会成立，苏体仁强令郭象升出任委员长。郭象升不予合作，只是闭门读书。
1942年，郭象升患病，但因对汪伪政权不满，拒绝医治，最终逝世。

## 著作
郭象升一生著作甚多，但大部分作品并未出版。由于战乱，其手稿大部分遗失。目前存世的著作有：《文字研究法》、《渊照楼杂著》、《五朝古文类案叙例》、《古文家别集类案》、《郭允叔文抄》、《郭允叔诗抄》、《左庵集笺》、《山右丛书初编书目提要》。另外山西省图书馆先是于2007年出版《郭象升藏书题跋》（山西古籍出版社）；后于2012年出版《郭象升手稿拾遗》（三晋出版社，该书共计15册）。

## 交往
郭象升与当时中国著名学者刘师培、黄侃、江瀚等人均有来往。又因为其与刘师培曾在阎锡山手下共事，故与刘师培来往格外密切。